# Bard-le-Régulier
Bard-le-Régulier település Franciaországban, Côte-d’Or megyében. Lakosainak száma 75 fő (2022. január 1.). Bard-le-Régulier Vianges, Manlay, Savilly, Villiers-en-Morvan, Brazey-en-Morvan és Marcheseuil községekkel határos.

## Népesség
A település népességének változása:
| Lakosok száma | 142  | 105  | 90   | 66   | 73   | 72   | 72   | 70   | 71   | 75   |
|               | 1968 | 1982 | 1990 | 2006 | 2013 | 2015 | 2017 | 2019 | 2020 | 2022 |